# Clan Yūki
Le clan Yūki (結城氏, Yūki-shi) est un clan japonais de samouraïs composé de deux branches : le Yūki Shimōsa et le Yūki Shirakawa. Descendant du célèbre kuge (noble de cour) Fujiwara no Hidesato, le clan se scinde durant les guerres de l'époque Nanboku-chō au XIVe siècle, à l'occasion desquelles une branche supporte la cour impériale du Sud tandis que l'autre soutient les prétendants du Nord.
Comme beaucoup de clans de samouraïs, les Yūki ont écrit un ensemble de lois familiales appelé Yūki-shi hatto (結城氏法度).
La branche Shirakawa est détruite par Toyotomi Hideyoshi à la fin du XVIe siècle mais la branche Shimōsa survit un peu plus longtemps comme daimyos du domaine de Yūki dans la province de Shimōsa. Au moyen de l'adoption, le clan est absorbé comme branche familiale dans le clan Tokugawa.

## Membres notables du clan
- Oyama Tomomitsu (1168-1254), vassal de Minamoto no Yoritomo et fondateur du domaine de Yūki
- Tomohiro, fils de Tomomitsu
- Munehiro (d. vers 1340)
- Chikatomo (d. 1347)
- Chikamitsu (d. 1336)
- Akitomo (d. vers 1370)
- Ujitomo (1398-1441)
- Noritomo (1439-1462)
- Masatomo (1477-1545)
- Masakatsu (1504-1559)
- Harutomo (1534-1616)